# Eclipse Che
Eclipse Che ist ein freier Workspace-Server mit integrierter Entwicklungsumgebung, der innerhalb der Eclipse Foundation angesiedelt ist. Der Name rührt daher, dass ein Großteil der Entwickler in Cherkasy wohnten. Es handelt sich um eine Java-Anwendung, die mit dem Google Web Toolkit entwickelt wurde.

## Geschichte
Eclipse Che ging aus Codenvy hervor, auf dessen Basis Codenvy seit Oktober 2014 basiert. Es gehört zum Top-Level-Projekt Eclipse Cloud Development der Stiftung, in der Codenvy zudem strategisches Mitglied ist.

## Struktur

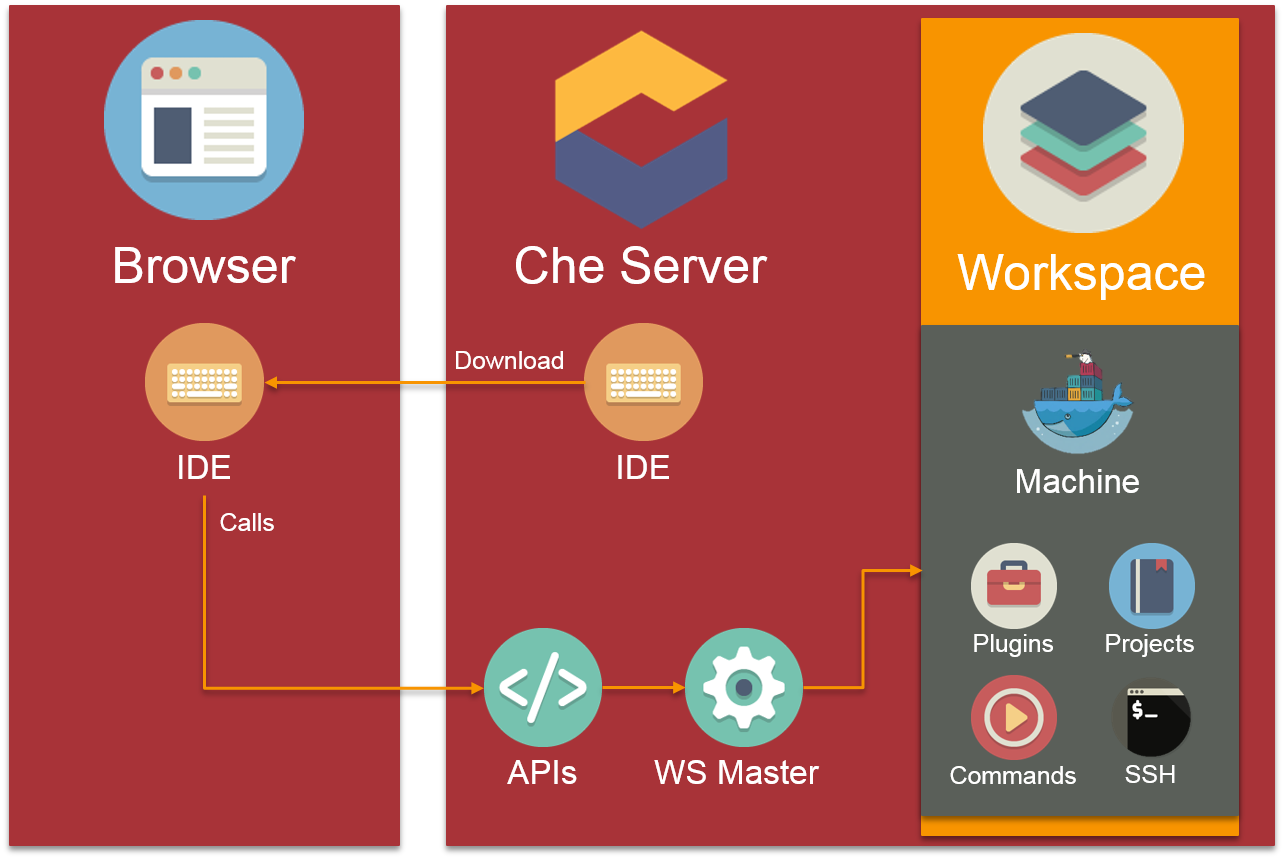
Prozessfluss bei Änderungen an einem Projekt

Mehrere Clients greifen auf einen Che-Server zu. Diese Instanz kann von den Clients konfiguriert werden. Projekte können in Workspaces organisiert werden. Die Projekte werden dabei nicht lokal, sondern zentral auf dem Server über Docker-Container auf Basis von Vorlagen (sogenannten Stacks) ausgeführt. Entwickler müssen lokal keine zusätzliche Software mehr installieren und entwickeln im Team alle auf der gleichen Basis.
Ab Version 5.0 wird das Language Server Protocol unterstützt. Mit Version 6.6 wurde Unterstützung für Kubernetes hinzugefügt. Seit Version 7 wird Eclipse Theia integriert.